# 堀田正武
堀田 正武（ほった まさたけ、貞享2年（1685年） - 正徳5年2月4日（1715年3月9日））は、江戸時代中期の人物。大老堀田正俊の末子。母は側室奥山氏。正仲、正虎、正高の弟。子に正亮。
父が死亡した後に生まれ、部屋住みのまま過ごした。正徳4年（1714年）11月28日、7代将軍徳川家継に拝謁するが、翌年2月4日に急死した。享年31。子の正亮は次兄正虎の養子となり、享保14年（1729年）に正虎が没した後は遺領のうち3000石を与えられて旗本寄合席に属した。後に堀田相模守家（正俊流堀田家）の家督も継承、最終的に老中に任じられ、下総佐倉藩主となった。